# Anilios proximus
Anilios proximus — вид змій родини сліпунів (Typhlopidae). Ендемік Австралії.

## Поширення і екологія
Anilios proximus мешкають на півдні Квінсленду, в Новому Південному Уельсі та Вікторії, а також на плато Атертон на північному сході Квінсленду. Вони живуть в лісах, рідколіссях та серед скель. Живляться мурахами.